# 坂倉新兵衛
坂倉 新兵衛（さかくら しんべえ）は、山口県長門市深川の萩焼窯元・坂倉新兵衛窯の当主が代々襲名している陶芸作家としての名跡である。当代は十六代坂倉新兵衛正紘。

## 歴史
慶長9年（1604年）に毛利輝元の命によって招致された李氏朝鮮の陶工である李勺光、李敬の兄弟が萩城下で御用窯を築いた。そのうち、兄の李勺光を初代とする名跡が坂倉新兵衛である。六代目より「坂倉」と改姓した。十二代坂倉新兵衛は萩焼を全国に広めて不振衰退から救ったことにより、中興の祖と呼ばれる。

## 歴代
- 初代：李勺光
- 二代：山村新兵衛光政（号：正庵）
- 三代：平四郎光俊
- 四代：弥兵衛光信
- 五代：源次郎光長
- 六代：坂倉藤左衛門　(改姓）
- 七代：五郎右衛門
- 八代：半平
- 九代：平助
- 十代：九郎右衛門
- 十一代：新兵衛多吉
- 十二代：新兵衛
- 十三代：新兵衛光太郎
- 十四代：新兵衛宗治
- 十五代：新兵衛正治
- 十六代  : 新兵衛正紘　(当代)